# Obereopsis curta
Obereopsis curta är en skalbaggsart som först beskrevs av Schwarzer 1927.  Obereopsis curta ingår i släktet Obereopsis och familjen långhorningar. Inga underarter finns listade i Catalogue of Life.